# Don't Believe in Fairytales
Don't Believe In Fairy Tales är Mamma Gooses andra album.

## Låtlista
| Nr | Titel                        | Längd |
| -- | ---------------------------- | ----- |
| 1. | Living In A Silent Movie     | 4:31  |
| 2. | Saving For A Rainy Day       | 4:44  |
| 3. | Alice (It's Up To You)       | 4:24  |
| 4. | Once Upon A Time             | 5:55  |
| 5. | All the Kings Horses         | 4:10  |
| 6. | Paint It Black               | 4:48  |
| 7. | Taking A Chance On You       | 3:25  |
| 8. | Soliloquy                    | 1:45  |
| 9. | Don't Believe In Fairy Tales | 3:45  |